# فرانچسکو زوکتی
فرانچسکو زوکتی (ایتالیایی: Francesco Zucchetti; ۱۴ آوریل ۱۹۰۲ – ۸ فوریهٔ ۱۹۸۰) دوچرخه‌سوار اهل ایتالیا بود.
وی در مسابقات کشوری و بین‌المللی در مجموع برندهٔ ۱ مدال طلا شده‌است.